# Klokočov (Vítkov)
Klokočov (německy Gross Glockersdorf) je vesnice, část města Vítkov v okrese Opava v pohoří Vítkovská vrchovina. Nachází se asi 3,5 km na jihozápad od Vítkova. Zhruba 3 kilometry od Klokočova je železniční trať Suchdol nad Odrou - Budišov nad Budišovkou. V roce 2009 zde bylo evidováno 198 adres. V roce 2001 zde trvale žilo 531 obyvatel.
Klokočov leží v katastrálním území Klokočov u Vítkova o rozloze 15,79 km2.. Téměř celý katastr leží ve Slezsku, pouze říční parcely č. 2742 a 2743 (původně součást již zrušeného k. ú. Olověná) leží na Moravě. Od 1. ledna 2016 leží i na malém katastrálním území Hadinka, které bylo vyloučeno z vojenského újezdu Libavá. Ke Klokočovu patří i osada Františkův Dvůr.

## Historie
První písemná zmínka o obci pochází z roku 1377.

## Těžba břidlice
Dle některých zdrojů se v 19. století (uvádí se rok 1836) u Klokočova, podobně jako v jiných lokalitách u Vítkova, těžila břidlice. V roce 1900 byly v Klokočově 2 břidlicové lomy patřící pod velkostatek. V 90. letech byla nakrátko těžba břidlice v Klokočově obnovena.

## Pivovar
Zrušen nejspíše v roce 1890. Přibližná produkce 1 200 hektolitrů piva. Vlastník Václav Kohout.

## Pamětihodnosti
- Barokní kostel sv. Ondřeje
- Rodinná hrobka šlechtického rodu pánů z Badenfeldu na Klokočově
- Památník obětem 1. světové války (zaniklý)
- Barokní zámek (přestavěn, nepřístupný)
- Kaple (zaniklá)

## Klokočovští občané padlí ve 2. světové válce
- Karl Czerwek, Grenadier, *31.3.1927 Groß Glockersdorf, +29.4.1945 Nähe (Německo)
- Johann Seltenreich, Obergefreiter, *21.06.1901 Glockersdorf, +25.02.1942 Velizh (Rusko)